# Xã Swan, Quận Taney, Missouri
Xã Swan (tiếng Anh: Swan Township) là một xã thuộc quận Taney, tiểu bang Missouri, Hoa Kỳ. Năm 2010, dân số của xã này là 10.011 người.